# 希基角
76°5′S 162°38′E / 76.083°S 162.633°E
希基角（英語：Cape Hickey），是南極洲的海岬，位於維多利亞地的斯科特海岸，處於夏古灣以東，美國地質調查局根據測量和該國海軍的空中照片繪入地圖，現時由南極條約體系管理。